# Carcharias tricuspidatus
El toro bambaco (Carcharias tricuspidatus) es una especie de elasmobranquio carcarriniforme de la familia Odontaspididae.